# Sara van Baalbergen
Sara van Baalbergen, też Sara van Eysen-van Baalbergen (ur. 1607 w Haarlemie, zm. po 1648) – holenderska malarka, która tworzyła w czasie holenderskiego złotego wieku.

## Życiorys
Mieszkała w Haarlemie. W 1634 roku poślubiła Barenta van Eysena. Była pierwszą kobietą należącą do haarlemskiej gildii św. Łukasza, wzmiankowana jako członkini w 1631 i ponownie w 1634 oraz w 1648. Do czasów obecnych nie zachowały się żadne jej prace.